# Bindensittiche
Die Bindensittiche (Psittacella) sind eine Gattung der Altweltpapageien (Psittaculidae). Sie leben in Südostasien auf der Insel Neuguinea.
Das Gefieder der einzelnen Arten dieser Gattung ist hauptsächlich grün, der Kopf  braun, der Schnabel bläulich. Die Größe variiert zwischen 14 und 24 Zentimeter, das Gewicht zwischen 34 und 120 Gramm. Männchen und Weibchen zeigen ein unterschiedlich gefärbtes Gefieder (Geschlechtsdimorphismus). Ebenso gibt es Unterschiede zwischen ausgewachsenen Vögeln und Jungvögeln.
Die Gattung umfasst 4 Arten und 14 Unterarten, alle endemisch auf Neuguinea.

## Arten und Unterarten
- Brehmpapagei – Psittacella brehmii Schlegel 1871
  - Psittacella brehmii brehmii Schlegel, 1871
  - Psittacella brehmii harterti Mayr, 1931
  - Psittacella brehmii intermixta Hartert, 1930
  - Psittacella brehmii pallida A.B. Meyer, 1886
- Braunscheitelpapagei – Psittacella picta Rothschild 1896
  - Psittacella picta excelsa Mayr & Gilliard, 1951
  - Psittacella picta lorentzi Oort, 1910
  - Psittacella picta picta Rothschild, 1896
- Olivpapagei – Psittacella modesta Schlegel 1871
  - Psittacella modesta collaris Ogilvie-Grant, 1914
  - Psittacella modesta modesta Schlegel, 1871
  - Psittacella modesta subcollaris Rand, 1941
- Madaraszpapagei – Psittacella madaraszi A.B. Meyer, 1886
  - Psittacella madaraszi hallstromi Mayr & Gilliard, 1951
  - Psittacella madaraszi huonensis Mayr & Rand, 1935
  - Psittacella madaraszi madaraszi A.B. Meyer, 1886
  - Psittacella madaraszi major Rothschild, 1936